# Бејблејд бурст: Турбо
Бејблејд бурст: Турбо (Beyblade Burst Turbo), односно Бејблејд бурст: Чозецу (ベイブレードバースト超ゼツ, Beiburēdo Bāsuto Chōzetsu) и Бејблејд бурст: Супер З у Јапану, анимирана је серија и наставак серије Бејблејд бурст: Еволуција. Оригинално се емитовала у Јапану на каналима ТВ Токио, ТВ Осака и ТВ2 од 2. априла 2018. до 25. марта 2019. године, са укупно 51 епизодом. 
У Србији, серија се у синхронизованом облику емитовала 2018. године на каналима Пикабу и Декси Ко. Синхронизацију је радио студио Блухаус. 
Јапанска верзија серије има једну уводну и једну одјавну шпицу. Уводну је отпевао Рјосуке Сасаки (песма: Chouzetsu Muteki Blader!), а одјавну Шун Кусакава (песма: BEY-POP). Енглеска верзија користи песму Turbo коју је отпевао Нејтан Шарп. Српска синхронизација користи преведену верзију енглеске шпице, и пева је Марко Марковић.
Бејблејд бурст: Турбо је трећа од седам сезона у „Бурст саги“. Следи је Бејблејд бурст: Уздизање.

## Списак епизода
| Бр. еп. (укупно) | Бр. еп. (у сезони) | Енглески наслов (титл) / Енглески наслов (синхр.) Јапански наслов | Српски наслов                            | Премијера           |
| ---------------- | ------------------ | ----------------------------------------------------------------- | ---------------------------------------- | ------------------- |
| 103              | 1                  | / (これが超ゼツベイだ!!)                                          | Време је за турбо!                       | 2. април 2018.      |
| 104              | 2                  | / (アキレスフォルネウス!!)                                        | Ахилис против Форнеуса!                  | 9. април 2018.      |
| 105              | 3                  | / (夕陽の決斗!!)                                                  | Дуел у сумрак!                           | 16. април 2018.     |
| 106              | 4                  | / (決めろ!ゼットバスター!!)                                       | Слетање! Зи пробијање!                   | 23. април 2018.     |
| 107              | 5                  | / (超ゼツ対決!ヴァルキリーロンギヌス!!)                           | Турбо меч! Валтријек против Луинора!     | 30. април 2018.     |
| 108              | 6                  | / (白き暴君!バトルロイヤル!!)                                     | Зимски витез! Краљевска борба!           | 7. мај 2018.        |
| 109              | 7                  | / (開幕!ロンギヌスカップ!!)                                       | Подизање завесе! Луинор куп!             | 14. мај 2018.       |
| 110              | 8                  | / (変幻!ヘルサラマンダー!!)                                       | Трансформација! Хит Саламандер!          | 21. мај 2018.       |
| 111              | 9                  | / (火炎旋風ゲキリン!)                                             | Ковитлајући пожар!                       | 28. мај 2018.       |
| 112              | 10                 | / (アキレスラグナルク!!)                                          | Ахилис против Роктавора!                 | 4. јун 2018.        |
| 113              | 11                 | / (裏切りの激闘(バトル)!)                                         | Борба издаје!                            | 11. јун 2018.       |
| 114              | 12                 | / (豪腕!ヘラクレス!!)                                             | У центар! Арчер Херкулес!                | 18. јун 2018.       |
| 115              | 13                 | / (超ゼツ決勝戦!!)                                                | Луинор куп! Финална борба!               | 25. јун 2018.       |
| 116              | 14                 | / (暴竜!ブラッディロンギヌス!!)                                   | Бесни змај! Брутал Луинор!               | 2. јул 2018.        |
| 117              | 15                 | / (ルイを倒せ!!)                                                  | Суђење ватром! Победи Луија!             | 9. јул 2018.        |
| 118              | 16                 | / (大航海!バトルシップクルーズ!!)                                 | Епско путовање! Борбено крстарење!       | 16. јул 2018.       |
| 119              | 17                 | / (勇者と聖剣（エクスカリバー）!!)                                | Мач легендарног хероја!                  | 23. јул 2018.       |
| 120              | 18                 | / (ユーレイ船の超ゼツバトル!)                                     | Брод духова! Авантура на отвореном мору! | 30. јул 2018.       |
| 121              | 19                 | / (大激闘!ベイアスロン!!)                                         | Супер фрка! Бејатлон!                    | 6. август 2018.     |
| 122              | 20                 | / (爆炎!リヴァイブフェニックス!!)                                 | Експлозивни пламен! Ревајв Финикс!       | 13. август 2018.    |
| 123              | 21                 | / (共闘!タッグバトル!!)                                           | Сарадња! Тимска борба!                   | 20. август 2018.    |
| 124              | 22                 | / (怒涛の3ベイバトル!!)                                           | Троструки обрачун!                       | 27. август 2018.    |
| 125              | 23                 | / (激戦!守れベイスター!!)                                         | Операција: заштити Беј звезде!           | 3. септембар 2018.  |
| 126              | 24                 | / (勇者（アキレス）VS勇者（エクスカリバー）!!)                      | Ахилис против Екскалијуса!               | 10. септембар 2018. |
| 127              | 25                 | / (超竜!ガイストファブニル!!)                                     | Супер змај! Геист Фефнир!                | 17. септембар 2018. |
| 128              | 26                 | / (白熱（ヒートアップ）！バトルシップ！！)                        | Борбено крстарење! Финално путовање!     | 24. септембар 2018. |
| 129              | 27                 | / (天下無双への道)                                                | Пут до славе!                            | 1. октобар 2018.    |
| 130              | 28                 | / (バルトアイガ!!)                                                | Волт против Ајгера!                      | 8. октобар 2018.    |
| 131              | 29                 | / (冥界の魔王デッドハデス!)                                       | Принц таме! Дред Хејдиз!                 | 15. октобар 2018.   |
| 132              | 30                 | / (アイガ、荒ぶる!)                                               | Подивљали Ајгер!                         | 22. октобар 2018.   |
| 133              | 31                 | / (新生!超Zヴァルキリー!!)                                        | Ново рођење! Турбо Валтријек!            | 29. октобар 2018.   |
| 134              | 32                 | / (魔城デッドグラン!!)                                            | Торањ страве! Цитадела таме!             | 5. новембар 2018.   |
| 135              | 33                 | / (戦慄!!デッドグランの罠)                                        | Заробљени у торњу страве!                | 12. новембар 2018.  |
| 136              | 34                 | / (合体ベイ!エクリプス!!)                                         | Тајна спојеног Беја!                     | 19. новембар 2018.  |
| 137              | 35                 | / (炎神!超Zスプリガン!!)                                          | Дух пламена! Турбо Спрајзен!             | 26. новембар 2018.  |
| 138              | 36                 | / (アイガ、闇との戦い!!)                                          | Унутрашња тама!                          | 3. децембар 2018.   |
| 139              | 37                 | / (超ゼツ激突!魔城の決戦!!)                                       | Турбо судар! Окршај у цитадели таме!     | 10. децембар 2018.  |
| 140              | 38                 | / (爆裂誕生!超Zアキレス!!)                                        | Ново рађање! Турбо Ахилис!               | 17. децембар 2018.  |
| 141              | 39                 | / (アイガ魂の再戦（リベンジ ）!!)                                 | Ајгеров реванш! Нераскидива веза!        | 24. децембар 2018.  |
| 142              | 40                 | / (風の騎士エアナイト!)                                           | Владар ветра! Ер Најт!                   | 7. јануар 2019.     |
| 143              | 41                 | / (魔王(ハーツ)VS神(ファイ)！！)                                    | Хајд против Фаја!                        | 14. јануар 2019.    |
| 144              | 42                 | / (バトルロイヤル!戦略大作戦!!)                                   | Краљевска борба! Бејблејд хероји!        | 21. јануар 2019.    |
| 145              | 43                 | / (破壊神!デッドフェニックス!!)                                   | Господар уништења! Дред Финикс!          | 28. јануар 2019.    |
| 146              | 44                 | / (超ゼツ特訓、王国編!!)                                          | Турбо тренинг! Ксавијерово краљевство!   | 4. фебруар 2019.    |
| 147              | 45                 | / (超ゼツ特訓、サバンナ編!!)                                      | Турбо тренинг! Преживљавање у савани!    | 11. фебруар 2019.   |
| 148              | 46                 | / (飛べ!空中大決戦!!)                                             | Полетање! Обрачун у ваздуху!             | 18. фебруар 2019.   |
| 149              | 47                 | / (炎神破壊神!!)                                                  | Дух пламена против господара уништења!   | 25. фебруар 2019.   |
| 150              | 48                 | / (俺たちのベイブレード!)                                         | Заједнички блејдинг! Турбо буђење!       | 4. март 2019.       |
| 151              | 49                 | / (アイガファイ!!)                                                | Ајгер против Фаја!                       | 11. март 2019.      |
| 152              | 50                 | / (アイガ、超ゼツ共鳴!!)                                          | Ајгерова турбо резонанса!                | 18. март 2019.      |
| 153              | 51                 | / (絆!アイガバルト!!)                                             | Повезивање! Ајгер против Волта!          | 25. март 2019.      |